# Chiesa di San Rocco (Lugano Centro)
La chiesa di San Rocco è un edificio religioso che si trova nel quartiere di Lugano Centro, a Lugano.

## Storia
Nel 1349 in questo luogo venne eretta una chiesa dedicata a San Biagio, successivamente distrutta. La ricostruzione iniziò nel 1528 e, dopo essere stata quasi immediatamente interrotta, riprese nel 1580, su impulso della Confraternita di San Rocco. I lavori si conclusero nel 1597.  La consacrazione avvenne nel 1602, per mano del vescovo di Como Feliciano Ninguarda.
La facciata venne rifatta nel 1909-1910, in stile neobarocco, su progetto di Paolo Zanini.

## Descrizione
La chiesa si presenta con una pianta ad unica navata sovrastata da una volta a botte lunettata, conclusa con un coro costruito nel XVIII secolo. Il presbiterio è sormontato da una cupola ottagonale, e ospita un altare maggiore del 1736, nel quale è collocata una statua seicentesca di una Madonna col Bambino(1645).

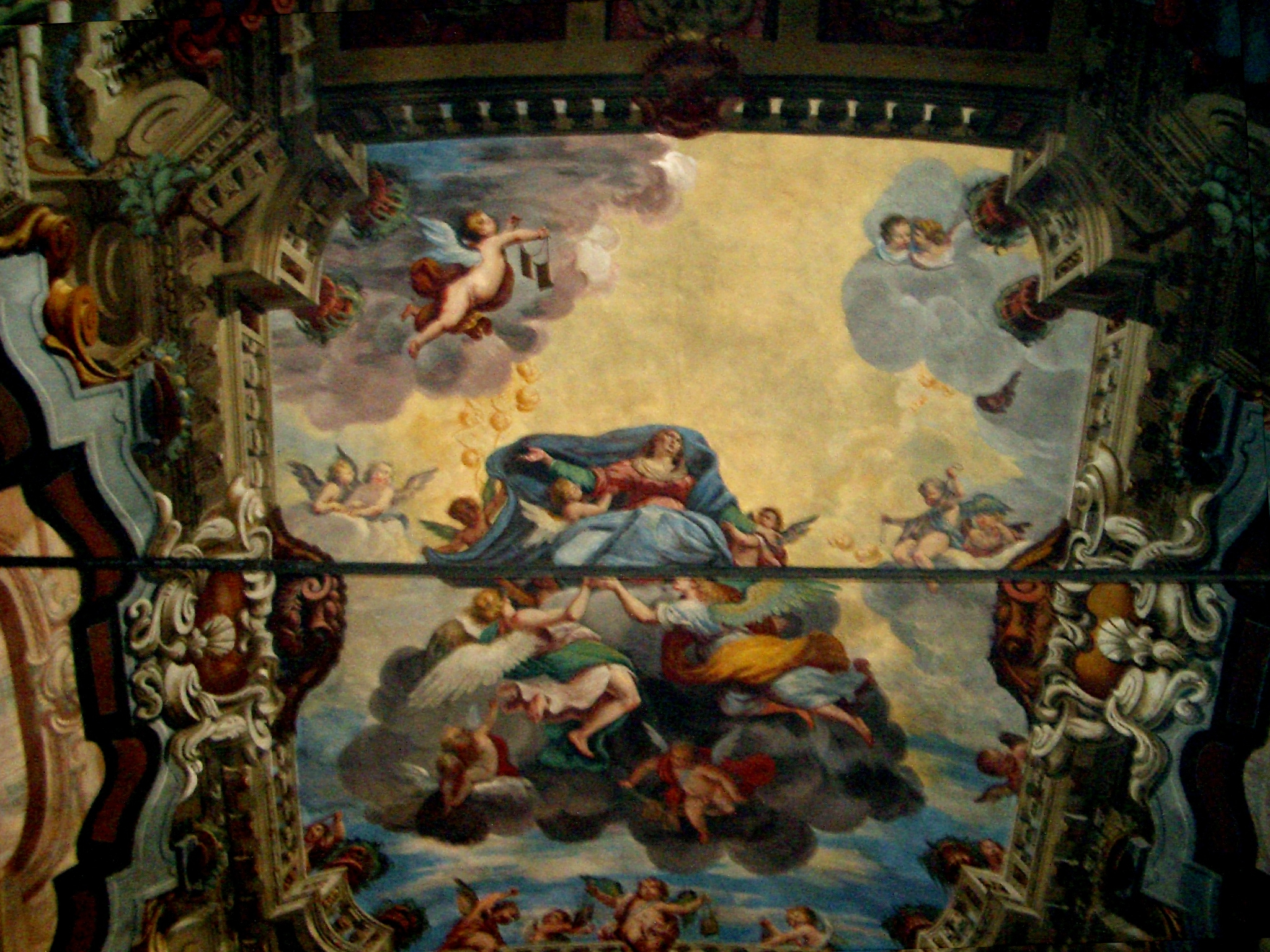
Affreschi della volta di Marco Antonio Pozzi

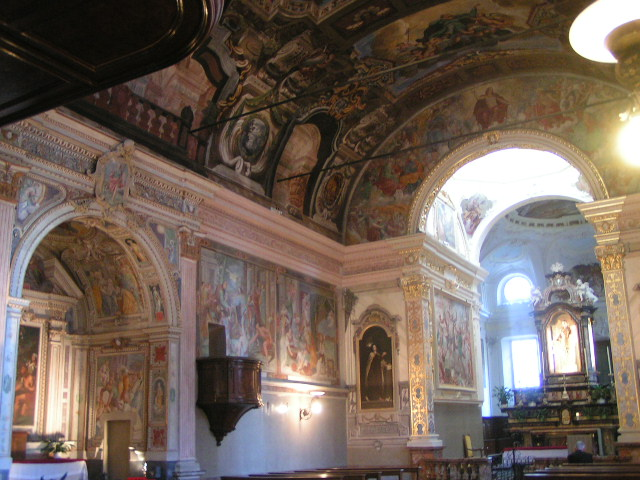
Interno della chiesa, parete nord e altare

Sulla cantoria lignea in controfacciata si trova l'organo a canne, costruito nel 1905 dall'organaro Giuseppe Vedani e nel 1924 modificato da Giorgio Maroni. Lo strumento, a trasmissione pneumatico-tubolare, ha due tastiere di 58 note ciascuna ed una pedaliera dritta di 27 note.
Le pareti interne della chiesa ospitano una serie di affreschi risalenti al primo ventennio del XVII secolo, attribuiti alla scuola degli artisti valsoldesi dei Pozzi. Ulteriori affreschi si trovano sulla volta e nel coro, decorati da Carlo Carloni nel 1760.

## Galleria d'immagini

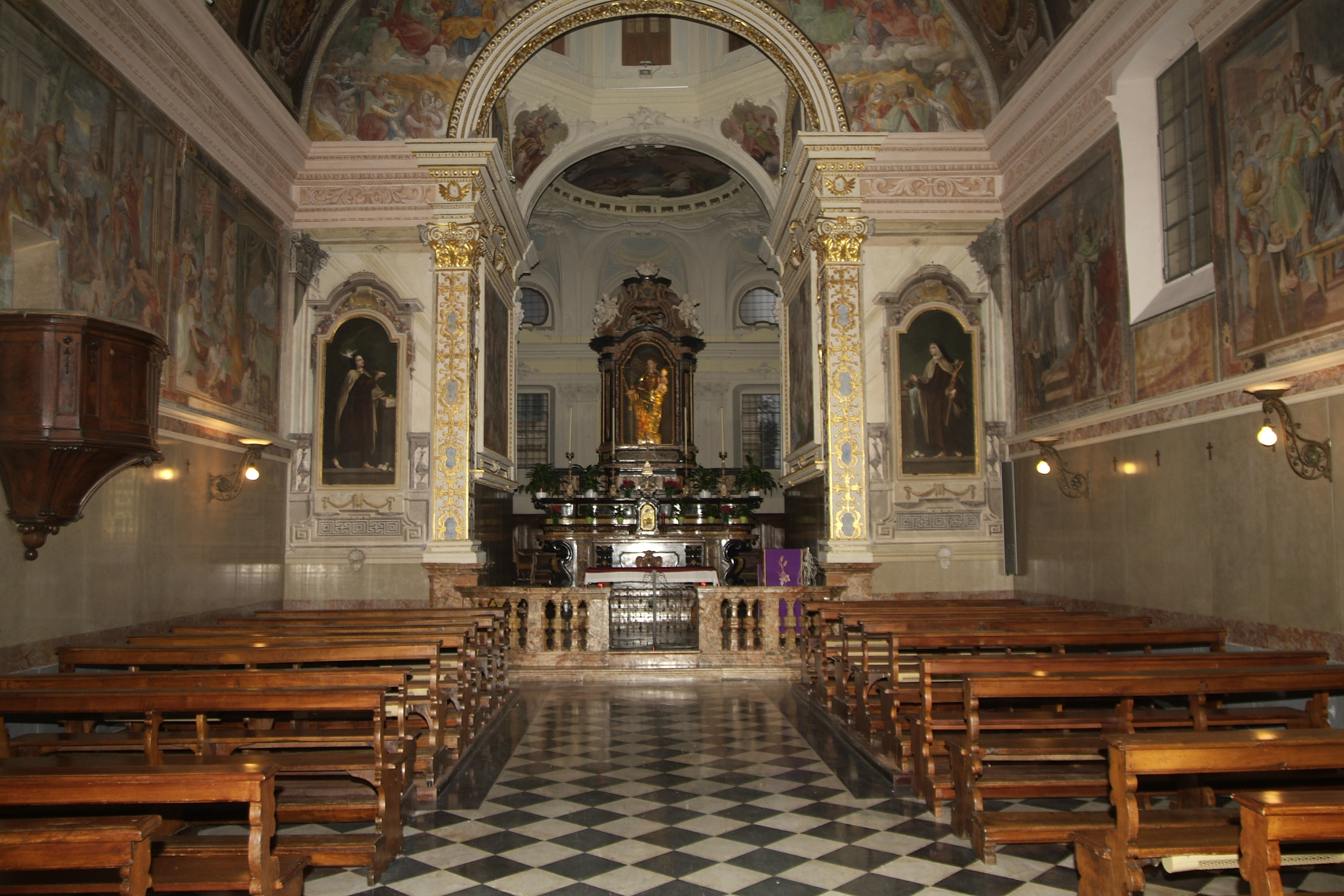
La navata e l'altare maggiore
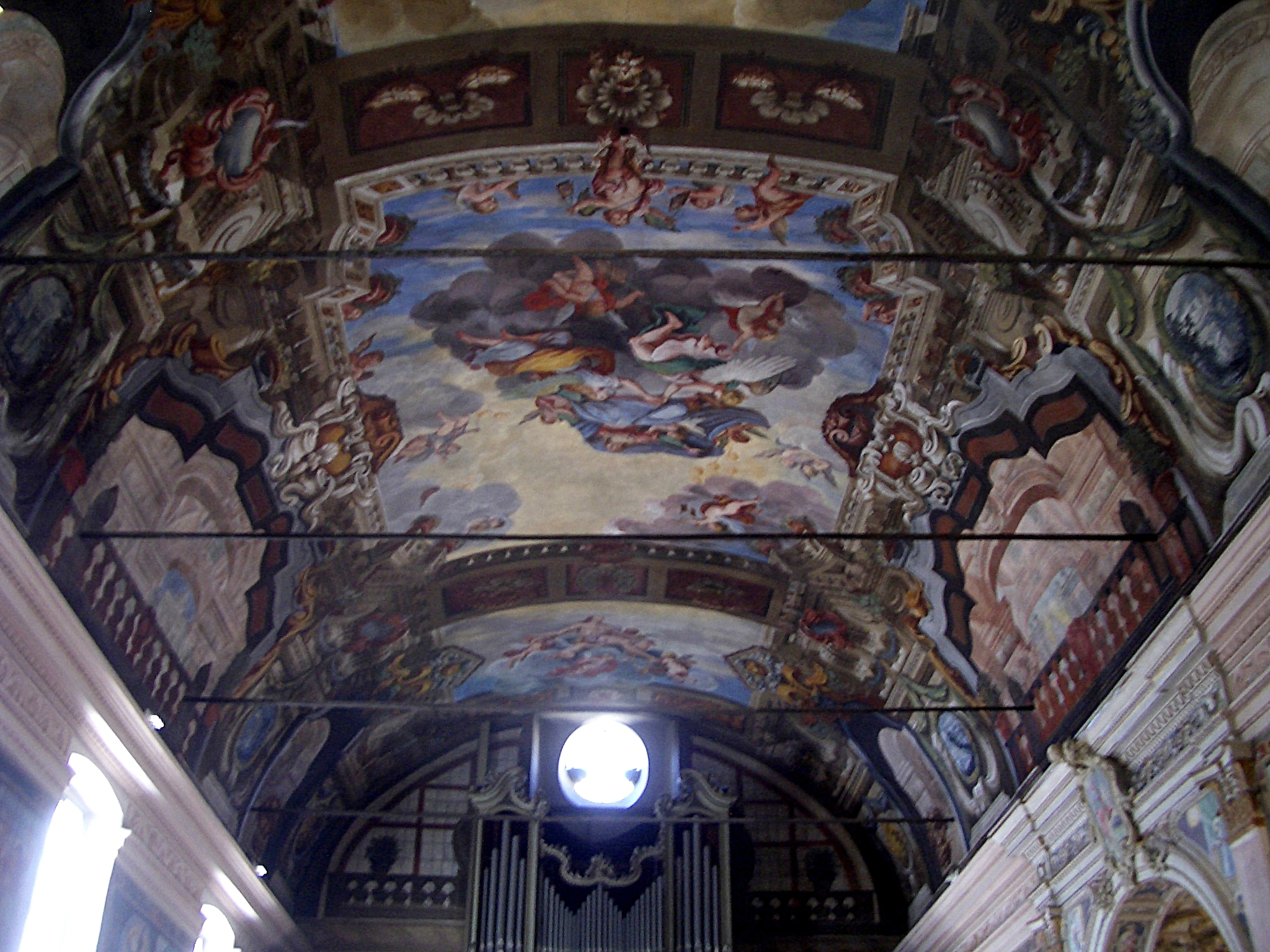
La volta: affreschi barocchi di M.A. Pozzi
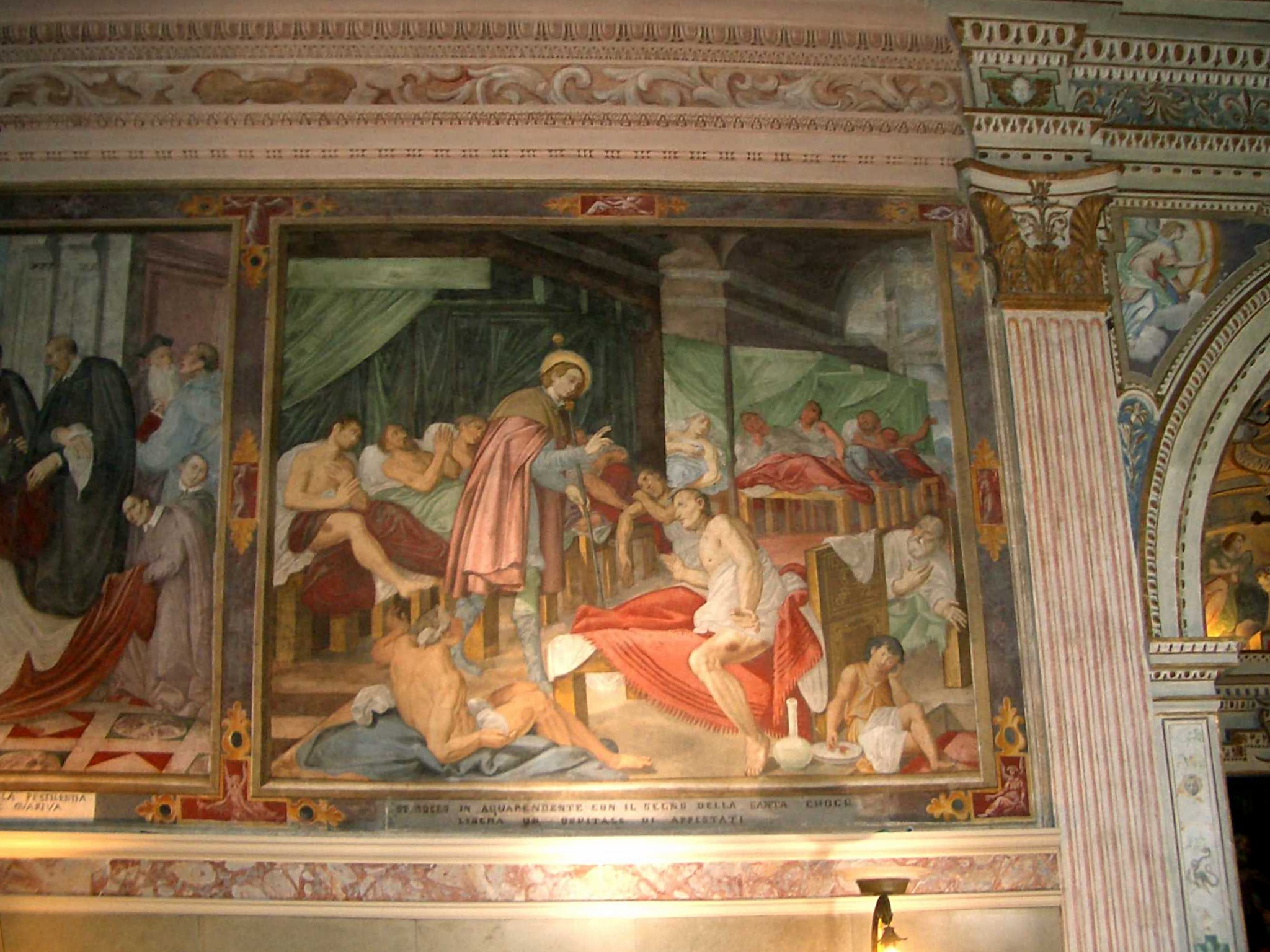
Pareti della navata: Episodi della vita di San Rocco di M.A. Pozzi e fratelli
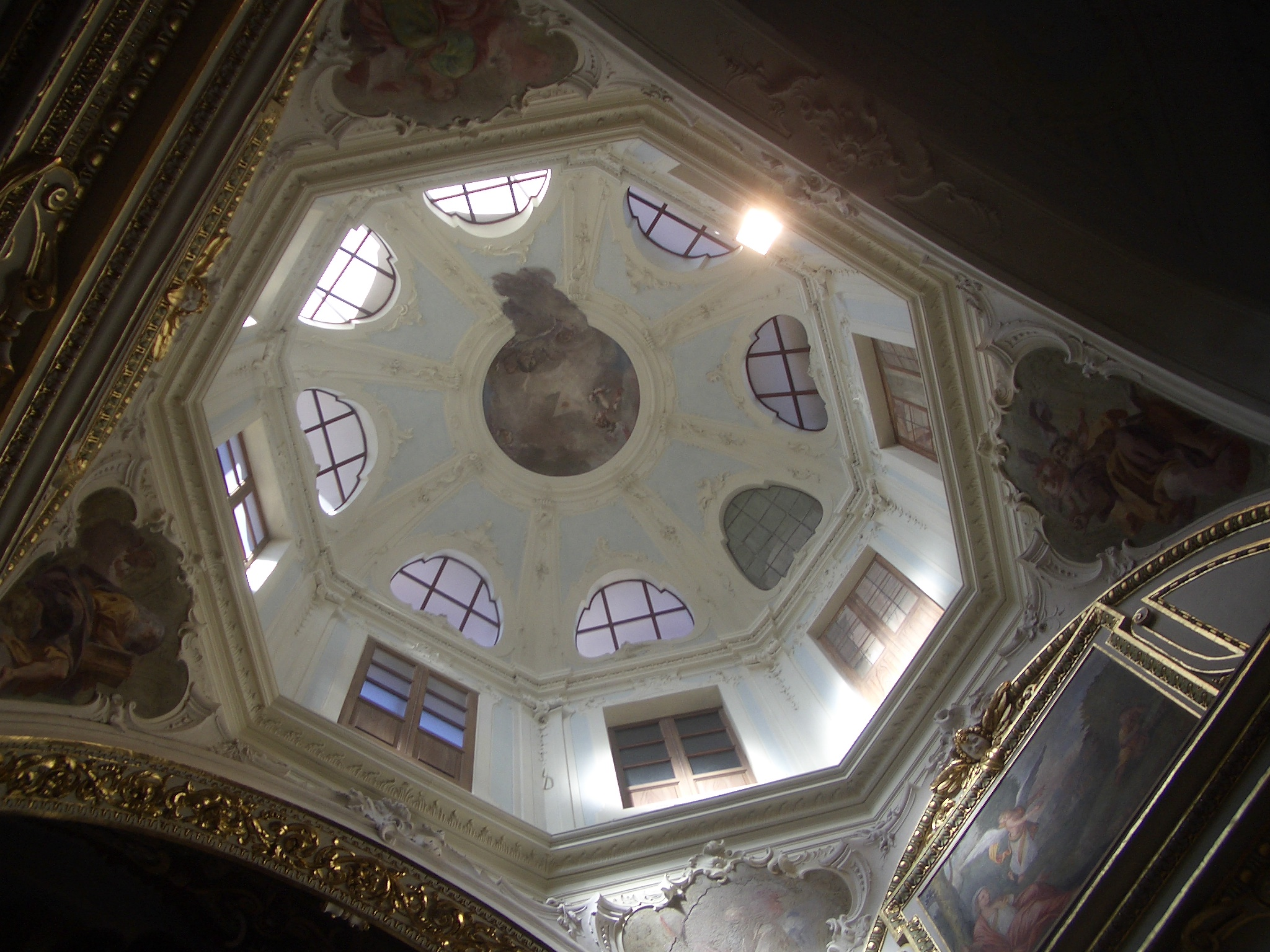
La cupola ottagonale
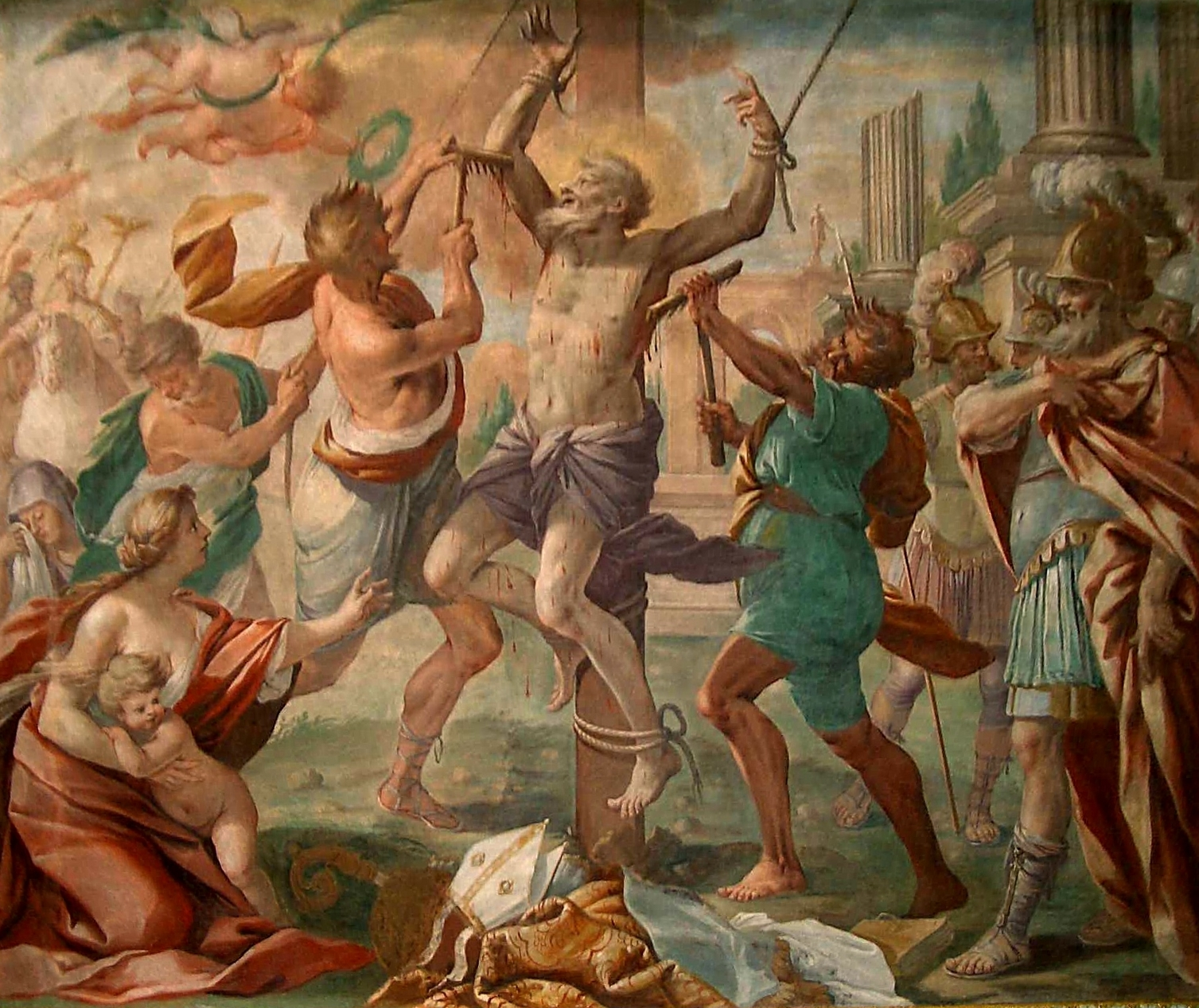
Affreschi del presbiterio: Martirio di san Biagio di A. Casella
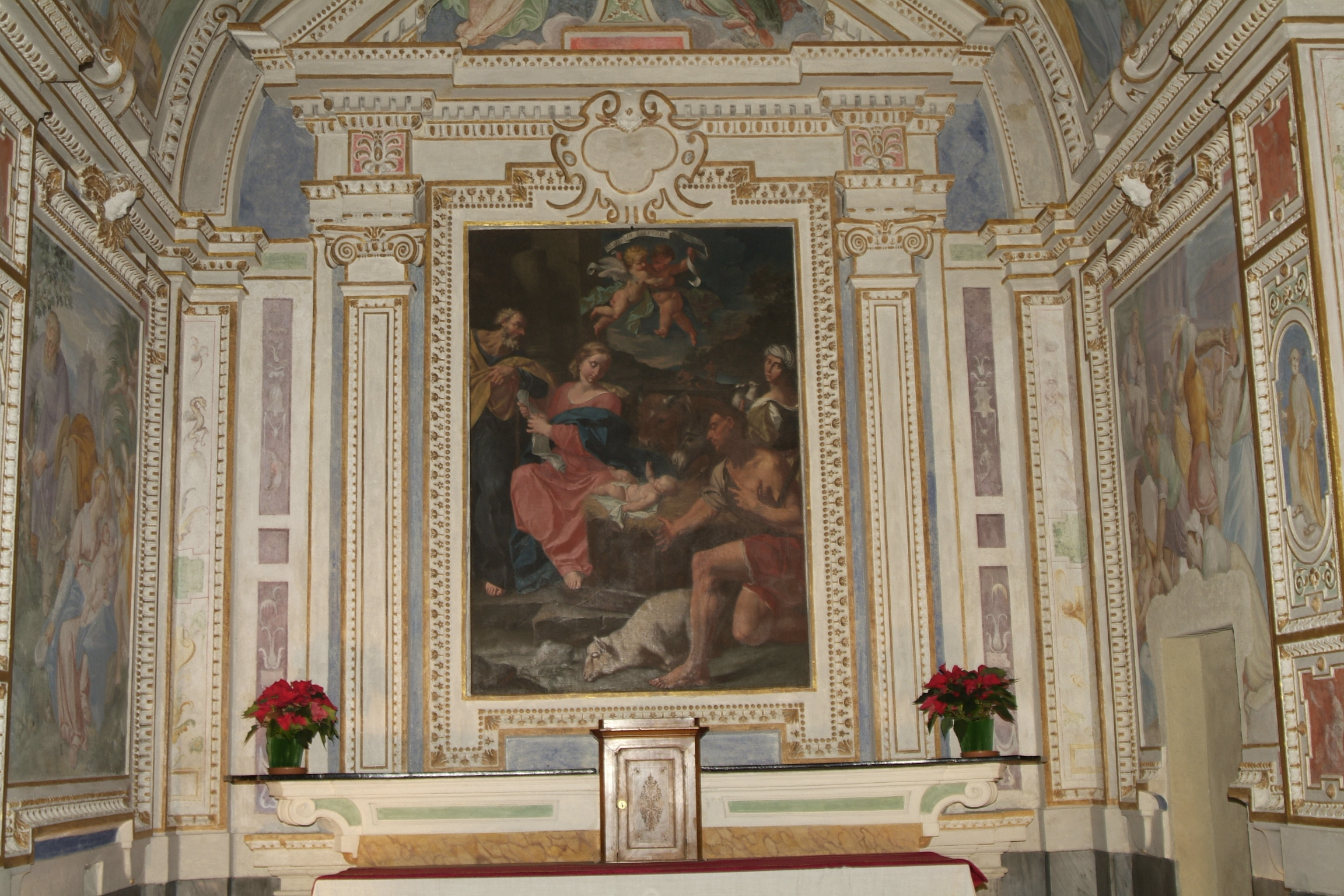
Cappella di sinistra: Adorazione dei pastori